# Província de Koshi

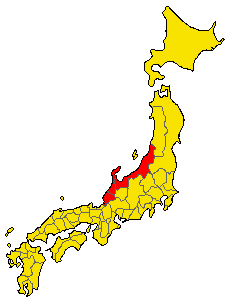
A província de Koshi no mapa do Japão

Koshi (越) foi uma antiga província do Japão, que hoje é conhecida como região de Hokuriku. No final do século VII foi dividida em três províncias: Echizen, Echigo e Etchū (evidenciado pelo Código Taihō em 701). Os nomes das três províncias significam Koshi frontal, Koshi posterior e Koshi central respectivamente, representando a distância em relação à região de Kinki, onde o sistema do Ritsuryō foi implementado.